# Plagiochila pseudopoeltii
Plagiochila pseudopoeltii là một loài rêu trong họ Plagiochilaceae. Loài này được Inoue mô tả khoa học đầu tiên năm 1965.
Danh pháp khoa học của loài này chưa được làm sáng tỏ. 